# زدينيك سفوبودا
زدينيك سفوبودا (بالتشيكية: Zdeněk Svoboda)‏ (20 مايو 1972 برنو التشيك - ) هو لاعب كرة قدم تشيكي، يلعب كلاعب وسط.

## مسيرته

### مسيرته مع المنتخبات الوطنية
- 1996 - 1997 لعب مع منتخب جمهورية التشيك لكرة القدم 9 مباريات.

### مسيرته مع الأندية
- 1989 - 1990 لعب مع زبرويوفكا برنو 15 مباراة سجل خلالها هدفين.
- 1991 - 1992 لعب مع دوكلا براغ 23 مباراة سجل خلالها هدفين.
- 1992 - 1993 لعب مع زبرويوفكا برنو 15 مباراة سجل خلالها هدف.
- 1993 - 2002 لعب مع سبارتا براغ 168 مباراة سجل خلالها 20 هدف.
- 2002 - 2005 لعب مع نادي فيسترلو 22 مباراة سجل خلالها هدف.
- 2006 - 2007 لعب مع سلايما واندريرز 12 مباراة سجل خلالها هدفين.

## روابط خارجية
- زدينيك سفوبودا على موقع الاتحاد الدولي (مؤرشف)  (الإنجليزية)
- زدينيك سفوبودا على موقع الاتحاد التشيكي (الإنجليزية)
- زدينيك سفوبودا على موقع قاعدة بيانات كرة القدم.إي يو (الإنجليزية)
- زدينيك سفوبودا على موقع ناشيونال فوتبول تيمز (الإنجليزية)